# Börn náttúrunnar
Börn náttúrunnar is een IJslandse dramafilm uit 1991 onder regie van Friðrik Þór Friðriksson.

## Verhaal
Þorgeir wordt te oud om zijn boerderij te onderhouden. Hij trekt in bij zijn dochter en schoonzoon in Reykjavík. Daar is hij echter niet welkom en hij wordt al snel in een bejaardentehuis ondergebracht. Hij ontmoet er zijn jeugdliefde Stella. Ze besluiten samen naar de barre noordkust van IJsland te trekken, waar ze hun jeugdjaren doorbrachten.

## Rolverdeling
| Acteur              | Personage   |
| ------------------- | ----------- |
| Gísli Halldórsson   | Þorgeir     |
| Sigríður Hagalín    | Stella      |
| Baldvin Halldórsson | Agent       |
| Björn Karlsson      | Dronken man |